# Myzostoma fasciatum
Myzostoma fasciatum is een ringworm uit de familie Myzostomatidae.
Myzostoma fasciatum werd in 1918 voor het eerst wetenschappelijk beschreven door Remscheid.